# Сибли (тауншип, округ Сибли, Миннесота)
Сибли (англ. Sibley) — тауншип в округе Сибли, Миннесота, США. На 2000 год его население составило 353 человека.

## География
По данным Бюро переписи населения США площадь тауншипа составляет 92,3 км², из которых 92,2 км² занимает суша, а 0,1 км² — вода (0,14 %).

## Демография
По данным переписи населения 2000 года здесь находились 353 человека, 115 домохозяйств и 90 семей.  Плотность населения —  3,8 чел./км².  На территории тауншипа расположено 127 построек со средней плотностью 1,4 построек на один квадратный километр. Расовый состав населения: 99,43 % белых, 0,28 % афроамериканцев и 0,28 % азиатов.
Из 115 домохозяйств в 43,5 % воспитывались дети до 18 лет, в 74,8 % проживали супружеские пары, в 1,7 % проживали незамужние женщины и в 21,7 % домохозяйств проживали несемейные люди. 18,3 % домохозяйств состояли из одного человека, при том 3,5 % из — одиноких пожилых людей старше 65 лет. Средний размер домохозяйства — 3,07, а семьи — 3,52 человека.
30,9 % населения — младше 18 лет, 10,5 % — в возрасте от 18 до 24 лет, 28,9 % — от 25 до 44, 21,0 % — от 45 до 64, и 8,8 % — старше 65 лет. Средний возраст — 36 лет. На каждые 100 женщин приходилось 122,0 мужчин.  На каждые 100 женщин старше 18 приходилось 130,2 мужчин.
Средний годовой доход домохозяйства составлял 39 125 долларов, а средний годовой доход семьи —  40 000 долларов. Средний доход мужчин —  27 750  долларов, в то время как у женщин — 20 833. Доход на душу населения составил 14 814 долларов. За чертой бедности находились 8,3 % семей и 11,1 % всего населения тауншипа, из которых 10,8 % младше 18 и 10,0 % старше 65 лет.